# North Tyneside
North Tyneside är ett storstadsdistrikt (kommun) i Tyne and Wear i England,  Storbritannien. Distriktet har 210 487 invånare (2022).
Större orter är Longbenton, North Shields, Tynemouth, Wallsend (huvudort) och Whitley Bay. Det finns inga civil parishes i distriktet.